# Minister za obrambo Italijanske republike
Minister za obrambo Italijanske republike (italijansko Ministro della Difesa) ali krajše obrambni minister je na čelu ministrstva, ki skrbi za vojaško in civilno upravo državne obrambe. Njegove glavne pristojnosti so:
- usklajevanje vseh dejavnosti za obrambo države:
- obveščanje parlamenta o morebitnih vojaških posledicah določenih političnih dejanj ali mednarodnih situacij;
- predložitev parlamentu proračuna vojaških stroškov;
- poročanje parlamentu o uresničenju predvidenih obrambnih programov;
- izpolnjevanje gornjih nalog v najožjem sodelovanju z republiškim predsednikom (ki predseduje Visokemu obrambnemu svetu, kjer je obrambni minister samo eden od članov);
- vodstvo generalnega obrambnega štaba, ki poveljuje vsem oboroženim silam v državi;
- odgovornost za eksteritorialna urjenja oboroženih sil in za udeležbo v mednarodnih vojaških posegih;
- nadzor nad vojaškimi sodišči, vključno z ministrovim privilegijem, da osebno odloča v disciplinskih postopkih.

Obrambno ministrstvo Italijanske republike ima sedež v Rimu. Trenutni (2013) minister je Mario Mauro.